# Brut (album)
Brut – piąty album studyjny polskiej piosenkarki Brodki. Wydawnictwo ukazało się 28 maja 2021 nakładem wytwórni muzycznej Kayax (w Polsce) i Play It Again Sam (w Europie).
Nagrania zarejestrowane zostały w Londynie.
Album zadebiutował na 5. miejscu polskiej listy sprzedaży – OLiS. Materiał promowały single: „Game Change” oraz „Hey Man”.
W marcu 2022 wydawnictwo uzyskało nominację do nagrody polskiego przemysłu fonograficznego Fryderyka w kategorii: Album indie pop i Teledysk roku („Game Change”). Ostatecznie piosenkarka wygrała w drugiej kategorii.

## Lista utworów
1. Come To Me
2. Game Change
3. Hey Man
4. Imagination
5. Falling Into You
6. You Think You Know Me
7. Fruits
8. In My Eyes
9. The World Is You
10. Chasing Ghosts
11. Sadness